# Срібний ведмідь найкращій акторці
«Срібний ведмідь» за найкращу жіночу роль — приз, який вручається на Берлінському кінофестивалі найкращим акторкам.
Вперше премія була вручена 1956 року на 6-му фестивалі.

## Володарки нагород
| Рік  | Акторка                                                 | Фільм                                                          |
| ---- | ------------------------------------------------------- | -------------------------------------------------------------- |
| 1956 | Ельза Мартінеллі                                        | «Donatella»                                                    |
| 1957 | Ейвон Мітчел                                            | «Woman in a Dressing Gown»                                     |
| 1958 | Анна Маньяні                                            | «Дикий вітер»                                                  |
| 1959 | Ширлі Маклейн                                           | «Запитайте будь-яку дівчину»                                   |
| 1960 | Жюльєтта Майнейль                                       | «Kirmes»                                                       |
| 1961 | Ганна Карина                                            | «Жінка є жінка»                                                |
| 1962 | Рита Гам та Вівека Ліндфорс                             | «Немає виходу»                                                 |
| 1963 | Бібі Андерссон                                          | «Коханка»                                                      |
| 1964 | Сатіко Хідарі                                           | 彼女 と 彼 (Kanojo to kare) にっぽん 昆虫 記 (Nippon konchuki) |
| 1965 | Мадхур Джефрі                                           | «Shakespeare Wallah»                                           |
| 1966 | Лола Олбрайт                                            | «Lord Love a Duck»                                             |
| 1967 | Едіт Еванс                                              | «Таємні інформатори»                                           |
| 1968 | Стефан Одран                                            | «Лані»                                                         |
| 1971 | Симона Синьйоре                                         | «Кот»                                                          |
|      | Ширлі Маклейн                                           | «відчаю характери»                                             |
| 1972 | Елізабет Тейлор                                         | «Hammersmith Is Out»                                           |
| 1975 | Танака Кінуйо                                           | «Сандакан, публічний будинок № 8. Туга за батьківщиною»        |
| 1976 | Ядвіга Баранська                                        | «Ночі і дні»                                                   |
| 1977 | Лілі Томлін                                             | «Пізніше шоу»                                                  |
| 1978 | Джина Роулендс                                          | «Прем'єра»                                                     |
| 1979 | Ханна Шігулла                                           | «Заміжжя Марії Браун»                                          |
| 1980 | Ренате Креснер                                          | «Соллі Санні»                                                  |
| 1981 | Барбара Грабовська                                      | «Лихоманка»                                                    |
| 1982 | Катрін Зас                                              | «Порука на рік»                                                |
| 1983 | Євгенія Глушенко                                        | «Закоханий за власним бажанням»                                |
| 1984 | Інна Чурікова                                           | «Військово-польовий роман»                                     |
| 1985 | Джо Кеннеді                                             | «Перевернутий світ»                                            |
| 1986 | Шарлотта Валандре                                       | «Червоний поцілунок»                                           |
|      | Марсель Карташу                                         | «Година Зірки»                                                 |
| 1987 | Ана Беатріс Ногейра                                     | «Віра»                                                         |
| 1988 | Голлі Гантер                                            | «Телевізійні новини»                                           |
| 1989 | Ізабель Аджані                                          | "Камілла Клодель                                               |
| 1990 | Не вручалася                                            | н/д                                                            |
| 1991 | Вікторія Абріль                                         | «Коханці»                                                      |
| 1992 | Меггі Чун                                               | «阮玲玉»                                                       |
| 1993 | Мішель Пфайфер                                          | «Поле кохання»                                                 |
| 1994 | Кріссі Рок                                              | «Сонечко, сонечко Полети на небо»                              |
| 1995 | Джозефіна Сяо                                           | «Літній сніг»                                                  |
| 1996 | Анук Грінбер                                            | «Чоловік мого життя»                                           |
| 1997 | Жульєт Бінош                                            | «Англійський пацієнт»                                          |
| 1998 | Фернанда Монтенегро                                     | «Центральний вокзал»                                           |
| 1999 | Марія Шрадер та Юліана Келер                            | «Еймі та Ягуар»                                                |
| 2000 | Бібіана Беглау, Надя Уль                                | «Тиша після пострілу»                                          |
| 2001 | Керрі Фокс                                              | «Інтим»                                                        |
| 2002 | Геллі Беррі                                             | «Бал монстрів»                                                 |
| 2003 | Ніколь Кідман, Меріл Стріп, Джуліанн Мур                | «Години»                                                       |
| 2004 | Шарліз Терон                                            | «Монстр»                                                       |
|      | Каталіна Сандіно Морено                                 | «Маріє»                                                        |
| 2005 | Юлія Єнч                                                | «Останні дні Софії Шолль»                                      |
| 2006 | Сандра Хюллер                                           | «Реквієм»                                                      |
| 2007 | Ніна Госс                                               | «Єлла»                                                         |
| 2008 | Саллі Гоукінс                                           | «Безтурботна»                                                  |
| 2009 | Біргіт Мініхмайр                                        | «Пристрасть не знає перешкод»                                  |
| 2010 | Сінобу Терадзіма                                        | «Гусениця»                                                     |
| 2011 | Лейла Хатамі, Саре Баят, Саріна Фархаді, Кімія Хоссейні | «Надер і Симін: Розлучення»                                    |
| 2012 | Рейчел Мванца                                           | «Відьма війни»                                                 |
| 2013 | Поліна Гарсіа                                           | «Глорія»                                                       |
| 2014 | Хару Курокі                                             | «Маленький будинок»                                            |
| 2015 | Шарлотта Ремплінг                                       | «45 років»                                                     |
| 2016 | Тріне Дюргольм                                          | «Комуна»                                                       |
| 2017 | Кім Мін-хі                                              | «Вночі на пляжі наодинці»                                      |
| 2018 | Ана Брун                                                | «Спадкоємиці»                                                  |
| 2019 | Юн Мей                                                  | «Так давно, сину мій»                                          |
| 2020 | Паула Бір                                               | «Undine»                                                       |